# El color de las nubes
Pour plus de détails, voir Fiche technique et Distribution.
El color de las nubes est un film espagnol réalisé par Mario Camus, sorti en 1997.

## Fiche technique
- Titre : El color de las nubes
- Réalisation : Mario Camus
- Scénario : Mario Camus et Miguel Rubio
- Musique : Sebastián Mariné
- Photographie : Jaume Peracaula
- Montage : José María Biurrún
- Production : Pilar Ruiz
- Société de production : Urbana Films
- Pays :  Espagne
- Genre : Comédie dramatique
- Durée : 110 minutes
- Dates de sortie : 
  -  Espagne : 4 octobre 1997

## Distribution
- Julia Gutiérrez Caba : Lola
- Ana Duato : Tina
- Antonio Valero : Valerio
- Josep Maria Domènech : Colo
- Simón Andreu : Quiroga
- Pedro Barrejón : Bartolomé
- Adis Suijic : Mirsad
- Ramón Langa : Mateo
- Manuel Zarzo : Pedro
- Tito Valverde : José María
- Blanca Portillo : Madre

## Distinctions
Le film a été nommé six prix Goya et a remporté celui de la meilleure photographie.